# Villebaudon
Villebaudon é uma comuna francesa na região administrativa da Normandia, no departamento Mancha. Estende-se por uma área de 5,66 km². Em 2010 a comuna tinha 316 habitantes (densidade: 55,8 hab./km²).